# Beduta
Beduta – polski herb szlachecki.

## Opis herbu
W polu błękitnym połowy trzech lilii w słup, srebrne. W klejnocie pięć pióra strusich. Labry – błękitne podbite srebrem.

## Najwcześniejsze wzmianki
Nieznane pochodzenie herbu.

## Herbowni
Beduta (herb własny).